# 年都乎墓地
年都乎墓地，位于中国青海省同仁县年都乎乡年都乎村，为第四批青海省文物保护单位，公布日期为1986年5月27日，类型为古墓葬。
年都乎墓地的历史年代为马家窑类型、马厂类型。